# Stanisława
Stanisława ist ein weiblicher slawischer Vorname. Zur Etymologie und zu den männlichen Namensvarianten siehe Stanislaus.
Die männliche Form des Namens ist Stanisław.

## Namensträgerinnen

### Stanisława
- Stanisława Celińska (* 1947), polnische Schauspielerin
- Stanisława Kalus (* 1943), polnische Juristin und Hochschullehrerin
- Stanisława Prządka (* 1943), polnische Juristin und Politikerin
- Stanisława Starostka (1917–1946), polnische Buchhalterin, Widerstandskämpferin und Kriegsverbrecherin
- Stanisława Walasiewicz (1911–1980), intersexuelle polnisch-US-amerikanische Leichtathletin
- Stanisława Witekowa (1913–1978), polnische Chemikerin
- Stanisława Zawadzka (1890–1988), polnische Opernsängerin (Sopran) und Gesangspädagogin

### Stanislava
- Stanislava Coufalová (* 1963), tschechische Schauspielerin
- Stanislava Hrozenská (* 1982), slowakische Tennisspielerin
- Stanislava Jakševičiūtė-Venclauskienė (1874–1958), litauische Schauspielerin und Regisseurin
- Stanislava Preclíková (* 1993), tschechische Skibobfahrerin
- Stanislava Škvarková (* 1996), slowakische Hürdenläuferin und Siebenkämpferin

### Stanislawa
- Stanislawa Komarowa (* 1986), russische Schwimmerin
- Stanislawa Stojtschewa (* 1975), bulgarische Sängerin (Sopran), Pianistin und Komponistin